# Abbaye du Petit-Lieu
L'abbaye du Petit-Lieu, site aussi du Lieu-Notre-Dame, est une ancienne abbaye cistercienne, située en Haute-Savoie, sur la commune de Perrignier.
Fondée en 1150 en tant que dépendance de Sainte-Catherine du Mont, elle est érigée en abbaye à la fin du Moyen Âge. À la suite de la Réforme calviniste, l'abbaye est tout d'abord pillée puis définitivement fermée en 1538.

## Situation
L'abbaye est située à environ six cents mètres au nord-est du village de Perrignier, au bord de la ligne de chemin de fer dite « du Tonkin », à moins d'un kilomètre au sud-ouest de la montagne de la Maladière et à environ cinq kilomètres au sud-est du lac Léman.

## Historique

### Fondation
L'abbaye est fondée en 1150 par les moniales de Sainte-Catherine du Mont, abbaye située dans une combe du Semnoz, juste au-dessus d'Annecy.

### Moyen Âge
La fondation reste tout d'abord modeste, gardant un statut de prieuré de la fondation jusqu'à la fin du XIIIe siècle. À ses débuts, le prieuré dépend de l'abbaye d'Aulps, même après son élévation canonique. En 1443, elle passe sous la tutelle de l'abbaye de Tamié, qui conserve la meilleure réputation de toutes les abbayes cisterciennes de Savoie, d'une part, et qui gère directement ou indirectement toutes les communautés cisterciennes féminines de la région, d'autre part.
L'abbaye est favorisée par les comtes de Savoie, notamment Amédée VIII et sa femme Marie de Bourgogne. Amédée VIII y effectue d'ailleurs des travaux de réparation. Elle accueille notamment de nombreuses jeunes filles nobles. Cependant, le relâchement de la règle est très sensible dans la deuxième partie du XVe siècle, ce qui vaut les réprimandes de la duchesse Yolande.

### La fermeture de l'abbaye
L'abbaye est pillée lors de l'occupation du Chablais par les Bernois en 1536,. Cependant, les religieuses sont encore en place en janvier 1538. L'abbaye est définitivement fermée par les troupes protestantes en 1538.

### Après la fermeture
Après le départ des moniales en 1538, les Bernois ont vendu le domaine à une famille de bourgeois protestants de Genève. Le domaine devient la propriété de la famille de La Mare.
Après le retour du Chablais à la maison de Savoie, le domaine a été racheté au XVIIe siècle par Ferdinand Bouvier d'Yvoire, alors vice-gouverneur des châteaux des Allinges qui obtient le titre de seigneur de l'abbaye du Petit-lieu. Transformé en exploitation agricole le domaine est resté jusqu'en 1926 dans la famille Bouvier d'Yvoire puis revendu à une nouvelle famille d'agriculteurs.

## Architecture et description
L'abbaye est aujourd'hui ruinée ; le seul édifice subsistant est l'église, qui a été transformée en habitation ; elle date du XIIe siècle et a été rehaussée au XIIIe siècle. La construction de la ligne du Tonkin a entraîné la démolition du chevet. 

## Filiation et dépendances
L'abbaye du Petit-Lieu est fille de celle de Sainte-Catherine du Mont.

## Abbesses connues du Petit-Lieu
- Léone de la Frasse (attestée les 8 et 26 septembre 1299)[11] ;
- Jeanne de Neuvecelle (attestée le 4 avril 1530)[12] ;
- Claudine de Valence (attestée le 4 mai 1590)[note 1] ;